# Kapitel ružinog križa
Kapitel ružinog križa (engl. Chapter of Rose Croix; fran. Chapitre de Rose Croix), predstavlja najčešće drugu dodatnu organizacijsku jedinicu Drevnog i prihvaćenog škotskog obreda, u sustavu slobodnog zidarstva, koja dodjeljue četiri viša stupnja, od 15. do 18. Ovo tijelo nosi naziv po posljednjem, 18., stupnju kojeg dodjeljuje, vitez ružinog križa. Posebnost Sjeverne jurisdikcije Škotskog obreda SAD-a je u tome što se kod njih 15. i 16. stupanj rade i dodjeljuju zasebnom tijelu: vijeće prinčeva Jeruzalema (engl. Council of Princes of Jerusalem).
Stupnjevi koji se izvode u kapitelima ružinog križa poznati su kao "crveni stupnjevi". Slobodni zidari moraju prethodno dosegnuti 14. stupanj u svojoj matičnoj loži savršenstva prije nego što se mogu prijaviti za članstvo u kapitelu ružinog križa Škotskog reda.
Prva dva stupnja, 15° i 16°, nazivaju se povijesnim stupnjevima jer pokrivaju razdoblje od 538. do 516. godine pr. Kr., u kojem su se odvijali ključni događaji vezani uz kraj babilonskog sužanjstva izraelskog naroda, povratak dijela zatočenika u Jeruzalem i ponovnu izgradnju Hrama. Ovi stupnjevi predstavljaju alegorijski prikaz priče o narodu u zatočeništvu, koji je "plakao uz rijeke Babilona", a po oslobođenju je posvećen svetom zadatku obnove Salomonova hrama. Cijela simbolika i svečanost slobodnog zidarstva okružena je motivom gradnje četiri Jahvina Hrama – djelo bratstva posvećenog izgradnji savršenog duhovnog zdanja u Jeruzalemu, a potom i duhovnog hrama u srcima ljudi. Nasuprot oholosti moćnih kraljeva, u ovom prikazu ističe se poniznost malenog naroda, rođenog u ropstvu, koji moli za ispravak drevne nepravde. Pouke 15. i 16. stupnja proizlaze iz ovog povijesnog okvira, koji se odvija za vrijeme vladavine perzijskih kraljeva Kira i Darija.
Druga dva stupnja, 17° i 18°, poznati su kao filozofski stupnjevi jer za razliku od povijesnih prethodnika ne koriste povijesne ni biblijske scene da bi prenijeli svoje poruke. Ovi stupnjevi pozivaju članove Škotskog reda da preispitaju vlastiti život i da pronađu te primijene temeljne istine sadržane u Svetom pismu. Predstavljaju novo poglavlje masonskog učenja, značajno se odmičući i nadograđujući na simboliku simbolične lože i ranijih stupnjeva Škotskog reda. Tematski se bave Isusovim učenjem, njegovom ulogom učitelja, proroka i mučenika. Neovisno o vjerskoj pripadnosti kandidata, ove pouke potiču razmišljanje o filozofiji i učenju Nazarećanina, osobito o njegovoj doktrini bratske ljubavi i služenja čovječanstvu. U ovim stupnjevima posebna pažnja posvećena je tri temeljne vrline slobodnog zidarstva – vjeri, nadi i ljubavi (milostinji) – koje su na uzvišen način utjelovljene u Kristovom životu. 
Ove pouke daju duhovnu dubinu središnjoj masonskoj ideji: "Bratstvo ljudi pod očinstvom Boga." Ovi stupnjevi smatraju se duhovnim središtem i jednima od najvažnijih stupnjeva u cijelom tijelu slobodnog zidarstva.

## Stupnjevi
Popis stupnjeva regularnih vrhovnih vijeća Francuske, Engleske i Walesa te većine drugih nadležnosti uglavnom se podudara s onim Južne jurisdikcije SAD-a. S druge strane, popis stupnjeva u Sjevernoj jurisdikciji danas je donekle drugačiji i prikazan je u donjoj tablici. Dok, npr. popis stupnjeva Vrhovnog vijeća Kanade predstavlja kombinaciju obje verzije, uz nekoliko jedinstvenih naziva.
Stupnjevi 16. i 17. i danas imaju isti naziv.
| 15° | vitez istoka ili vitez mača ili vitez orla Knight of the East, or Knight of the Sword, or Knight of the Eagle | Ruševine Salomonovog hrama i prijestolna dvorana Kira Velikog tijekom babilonskog sužanjstva | vitez istoka ili vitez mača Knight of the East, or Knight of the Sword | Zorobabel tijekom babilonskog sužanjstva.     |
| 16° | princ Jeruzalema Prince of Jerusalem                                                                          | Darijeva potpora obnovi Hrama.                                                               | princ Jeruzalema Prince of Jerusalem                                   | Izgradnja Drugog hrama.                       |
| 17° | vitez istoka i zapada Knight of the East and West                                                             | Pogubljenje Ivana Krstitelja; Knjiga Otkrivenja                                              | vitez istoka i zapada Knight of the East and West                      | Herodova vladavina, glavna vrata Drugog hrama |
| 18° | vitez ružinog križa Knight Rose Croix                                                                         | Odaja tame; komora pakla; odaja mistične ruže                                                | vitez ružinog križa iz Heredoma Knight of the Rose Croix de Heredom    | Stari zavjet; Raspeće; Uskrsnuće              |

### Insignije
Slobodni zidari u stupnju viteza istoka ili viteza mača nose upadljivu pregača od grimiznog baršuna obrubljenu zelenim rubom. Na njoj se nalazi krvareća glava iznad dvaju ukrštenih mačeva, te trokut položen tako da je vrh okrenut ulijevo, unutar kojeg su tri međusobno isprepletena trokuta. Medaljon stupnja sastoji se od tri zlatna koncentrična trokuta koji okružuju dva ukrštena mača.
Slobodni zidari u stupnju princa Jeruzalema nose grimiznu pregača obrubljenu zlatom i bojom zore, a ukrašena je simbolima: kvadratom, štitom, deltom (s tri slova JOD), vagom i rukom pravde. Medaljon stupnja je romb od sedefa, na kojem se nalazi ruka koja drži savršeno izbalansiranu vagu; ispod nje se nalazi mač, čiju oštricu okružuje pet zvijezda. S lijeve strane nalazi se hebrejsko slovo "D" (Dalet), a s desne hebrejsko slovo "Z" (Zajin).
Slobodni zidari u stupnju viteza istoka i zapada nose pregaču izrađenu je od žutog satena, ukrašena grimiznim i zlatnim detaljima, s prikazom mača i tetraktisa (simbola Tetragrama, svetog Božjeg imena). Medaljon stupnja je sedmerokut izrađen polovično od srebra, polovično od zlata. Na prednjoj strani prikazuje ukrižene mačeve na vagi, dok se na stražnjoj strani nalazi jaganjac na Knjizi sa sedam pečata. Znak visi na dvostrukoj vrpci – jedna je crna (s lijeva na desno), a druga bijela (s desna na lijevo) – koje simboliziraju borbu između dobra i zla. Također se dodjeljuje zlatna kruna, kao znak dostojanstva i duhovne vlasti.
Slobodni zidari u stupnju viteza ružinog križa nose pregaču koja izrađenu od bijele kože ili satena, s crvenim rubom. Na njoj se nalaze simboli: lubanja s prekriženim kostima, crveni pasijski križ te tri crvene rozete. Veliki medaljon stupnja je zlatni šestar otvoren pod kutom od četvrtine kruga. Između krakova šestara nalazi se ružin križ, a ispod nje, s prednje strane, pelikan koji razdire vlastita prsa kako bi nahranio svojih sedam mladunaca – simbol žrtve i duhovne ljubavi. Na stražnjoj strani nalazi se orao raširenih krila, koji simbolizira uzvišenost i duhovno uzdizanje. Na kružnici znaka ispisana su slova: I.N.R.I., što tradicionalno znači Iesus Nazarenus Rex Iudaeorum, ali u kontekstu slobodnog zidarstva često dobiva dublja simbolička tumačenja.

## Iznimke, posebnosti i neslaganja
- Godine 2004. Sjeverna jurisdikcija SAD-a iznova je napisala i reorganizirala svoje stupnjeve,[13] a dodatne izmjene uvedene su 2006.[14] Tijekom te dvije revizije promijenjeni su nazivi za 21 od ukupno 33 stupnja.
- U nekim nadležnostima uobičajeno je da se izvodi samo 17. i 18. stupanj, dok se u drugim izvodi 15. i 18. stupanj.
- U Engleskoj i Walesu kao i Škotskoj izvodi se samo 18. stupanj, vitez ružinog križa,[15][16] a svi prethodni dodjeljuju se samo nominalno i to je prvi stupanj kojem pristupa majstor kada ulazi u Škotski red. Tako se u kapitelu ružinog križa nominalno dodjelju i stupnjevi koji se inače rade u loži savršenstva.[17][8]
- U Austriji i Njemačkoj, u kapitelima ružinog križa, izvodi se samo 18. stupanj, dok se preostali stupnjevi dodjeljuju nominalno kroz upute.[18][19]